# CNC

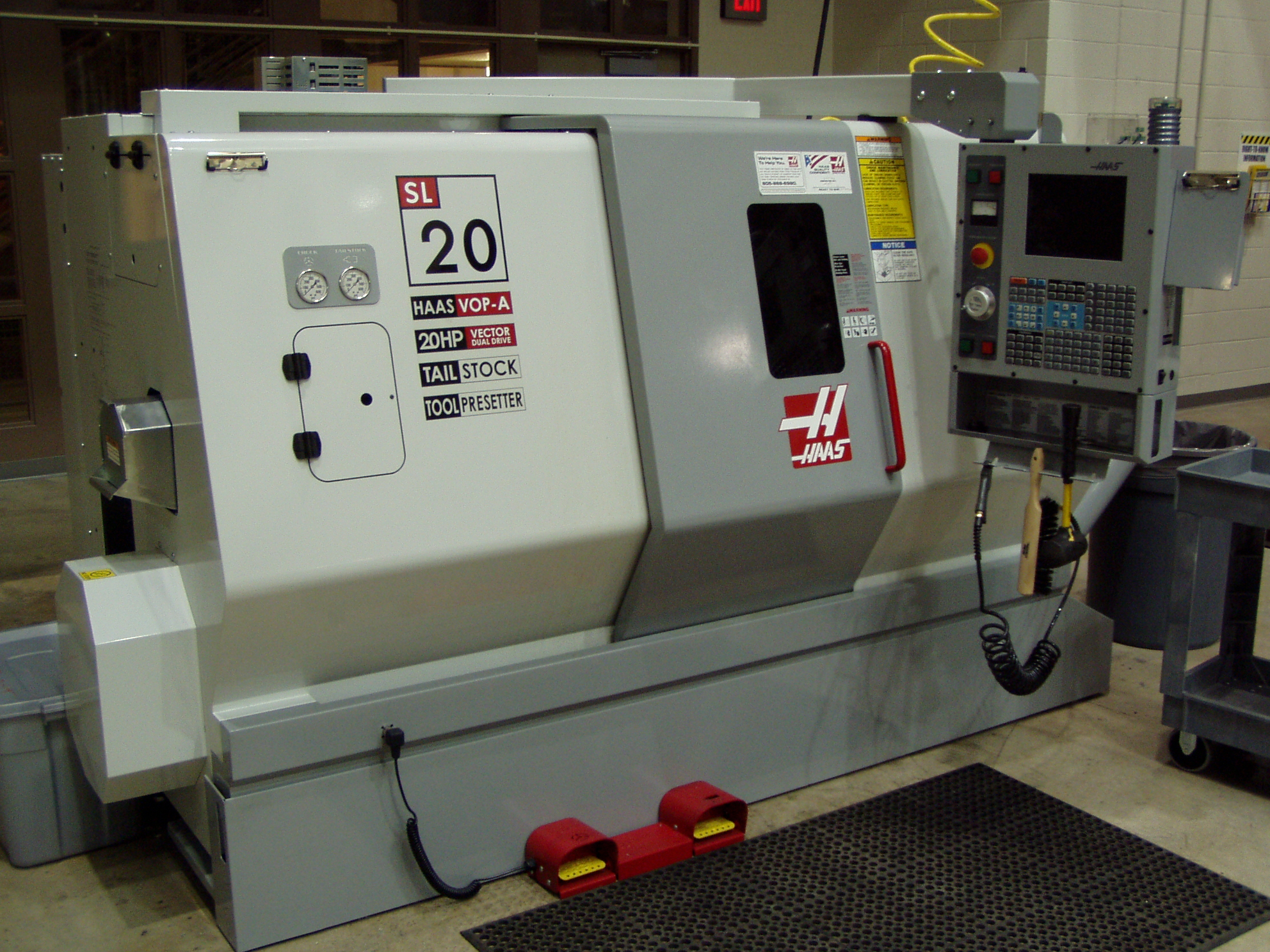
Máy tiện CNC

CNC – viết tắt cho computer numerical control (điều khiển bằng máy tính) – đề cập đến việc điều khiển bằng máy tính các máy móc khác với mục đích sản xuất (có tính lặp lại) các bộ phận kim khí (hay các vật liệu khác) phức tạp, bằng cách sử dụng các chương trình viết bằng ký hiệu chuyên biệt theo tiêu chuẩn EIA-274-D, thường gọi là mã G. CNC được phát triển cuối thập niên 1940 đầu thập niên 1950 ở phòng thí nghiệm Servomechanism của trường MIT.

## Mô tả
Sự xuất hiện của các máy CNC đã nhanh chóng thay đổi việc sản xuất công nghiệp. Các đường cong được thực hiện dễ dàng như đường thẳng, các cấu trúc phức tạp 3 chiều cũng dễ dàng thực hiện, và một lượng lớn các thao tác do con người thực hiện được giảm thiểu.

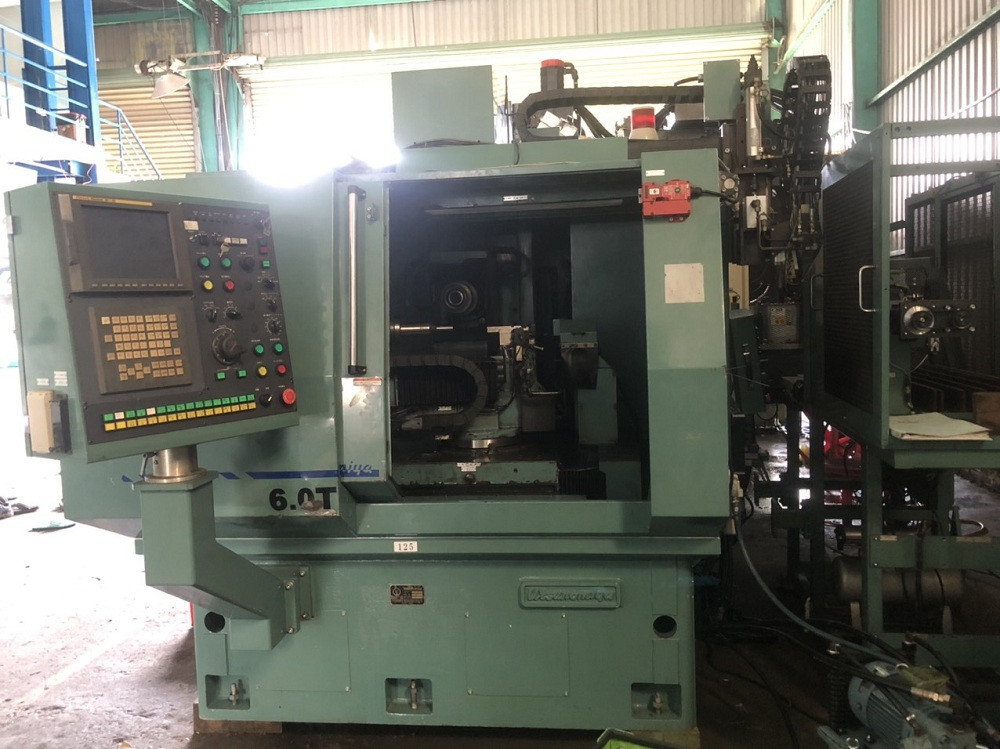
Máy mài CNC

Việc gia tăng tự động hóa trong quá trình sản xuất với máy CNC tạo nên sự phát triển đáng kể về chính xác và chất lượng. Kỹ thuật tự động của CNC giảm thiểu các sai sót và giúp người thao tác có thời gian cho các công việc khác. Ngoài ra còn cho phép linh hoạt trong thao tác các sản phẩm và thời gian cần thiết cho thay đổi máy móc để sản xuất các linh kiện khác.

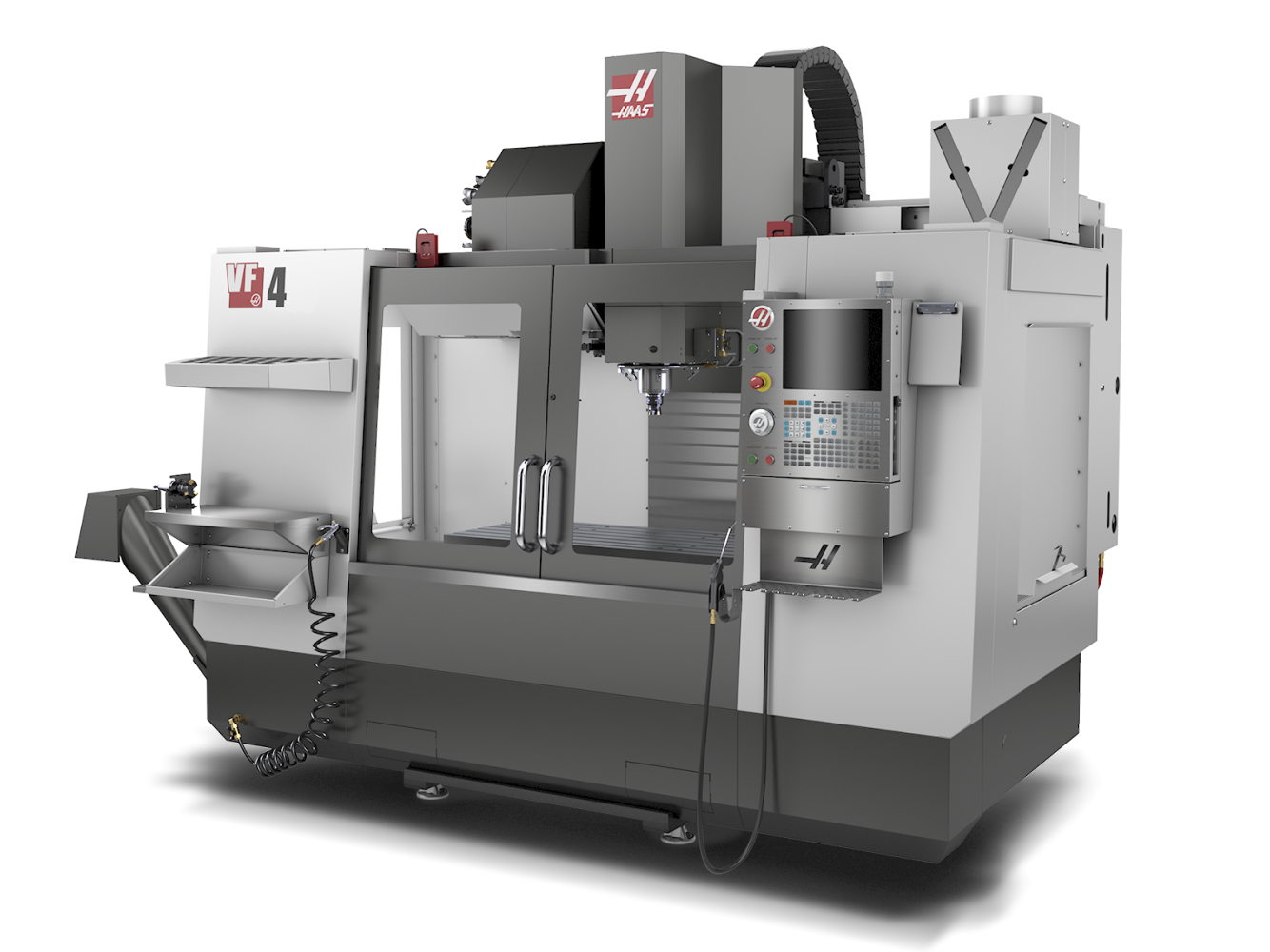
Máy phay CNC

Trong môi trường sản xuất, một loạt các máy CNC kết hợp thành một tổ hợp, gọi là cell, để có thể làm nhiều thao tác trên một bộ phận. Máy CNC ngày nay được điều khiển trực tiếp từ các bản vẽ do phần mềm CAM, vì thế một bộ phận hay lắp ráp có thể trực tiếp từ thiết kế sang sản xuất mà không cần các bản vẽ in của từng chi tiết. Có thể nói CNC là các phân đoạn của các hệ thống robot công nghiệp, tức là chúng được thiết kế để thực hiện nhiều thao tác sản xuất (trong tầm giới hạn).

## Các công đoạn
- Khảo sát
- Thiết kế
- Làm mẫu thử
- Hoàn thiện
  - Cắt kim loại
  - Cưa dây
  - Phay
  - Bào
  - Tiện
  - Doa
  - Tôi
  - Nguội
  - Mài
  - Rửa sạch
  - Kiểm chứng
  - Xác thực
  - Ra sản phẩm

## Các máy CNC

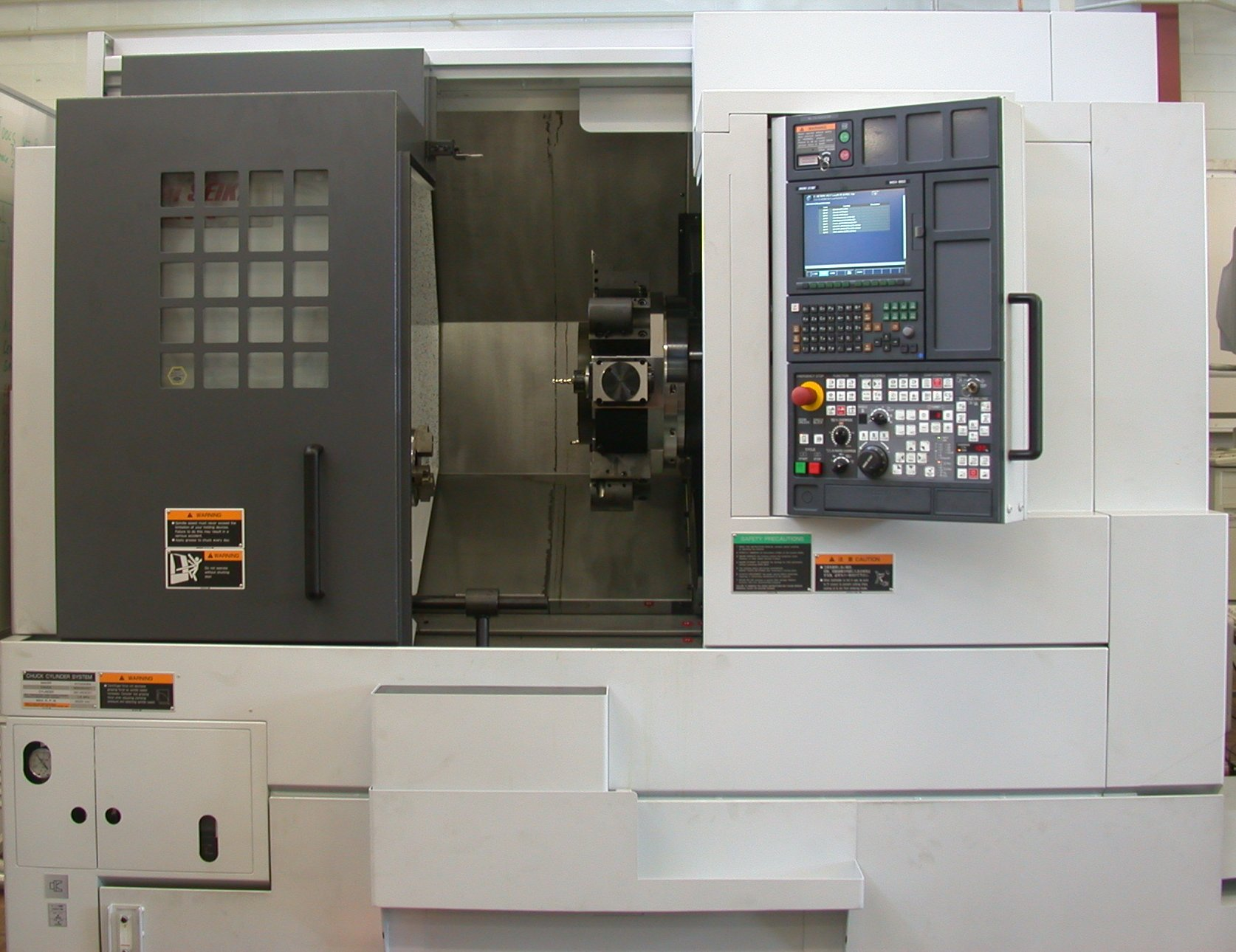
Mori Seiki Lathe
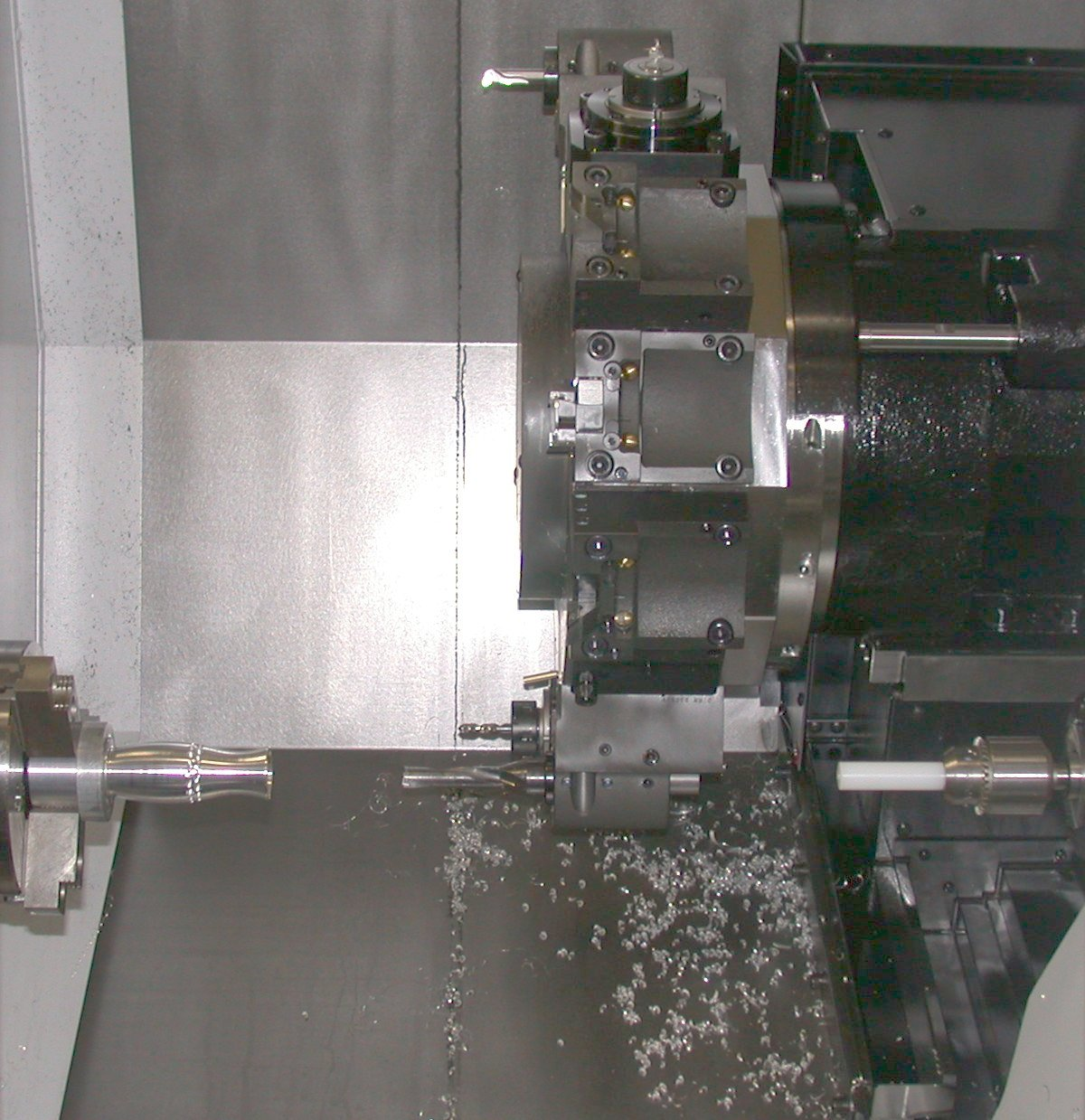
Example of turned vase
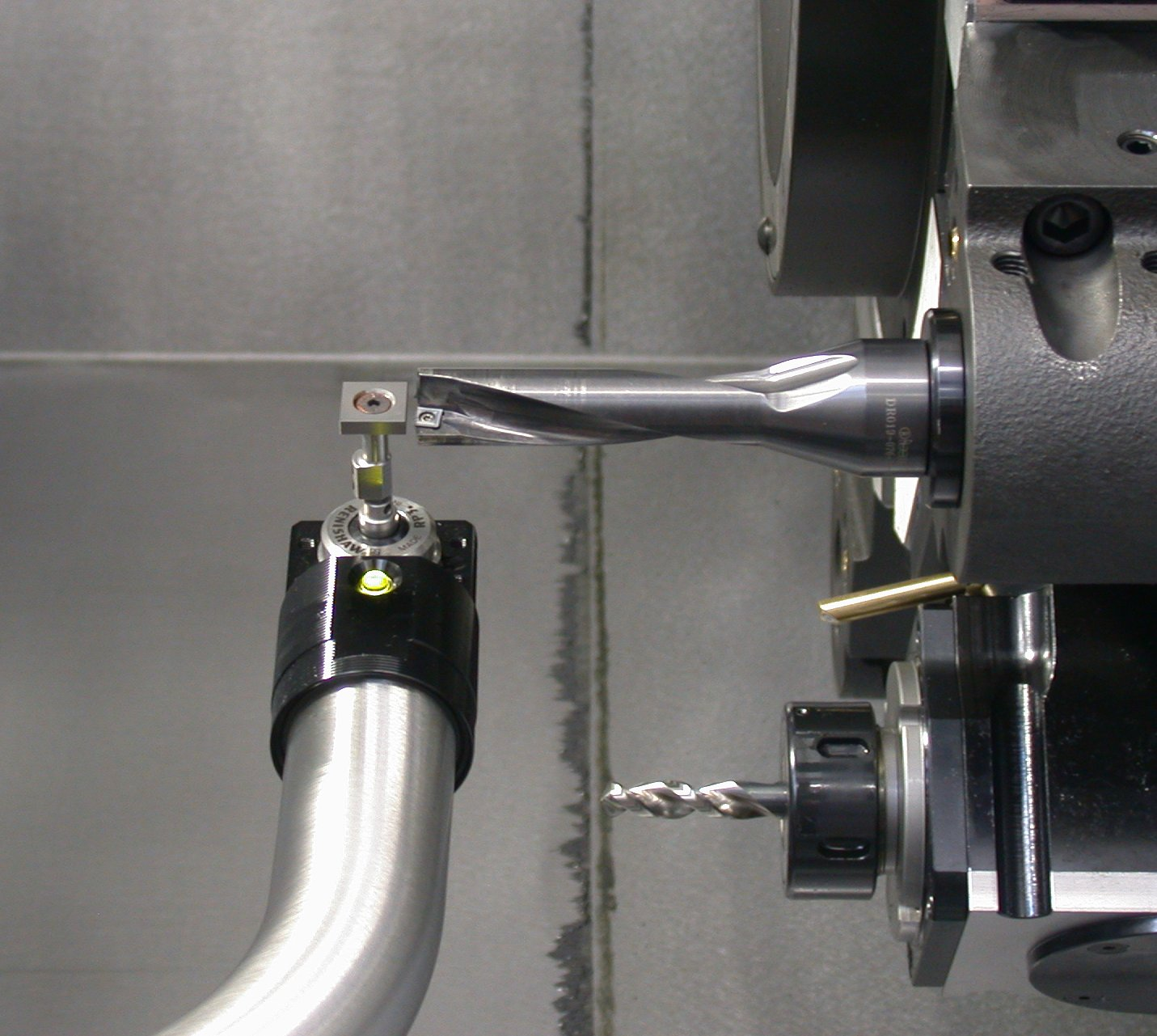
Lathe setting tool
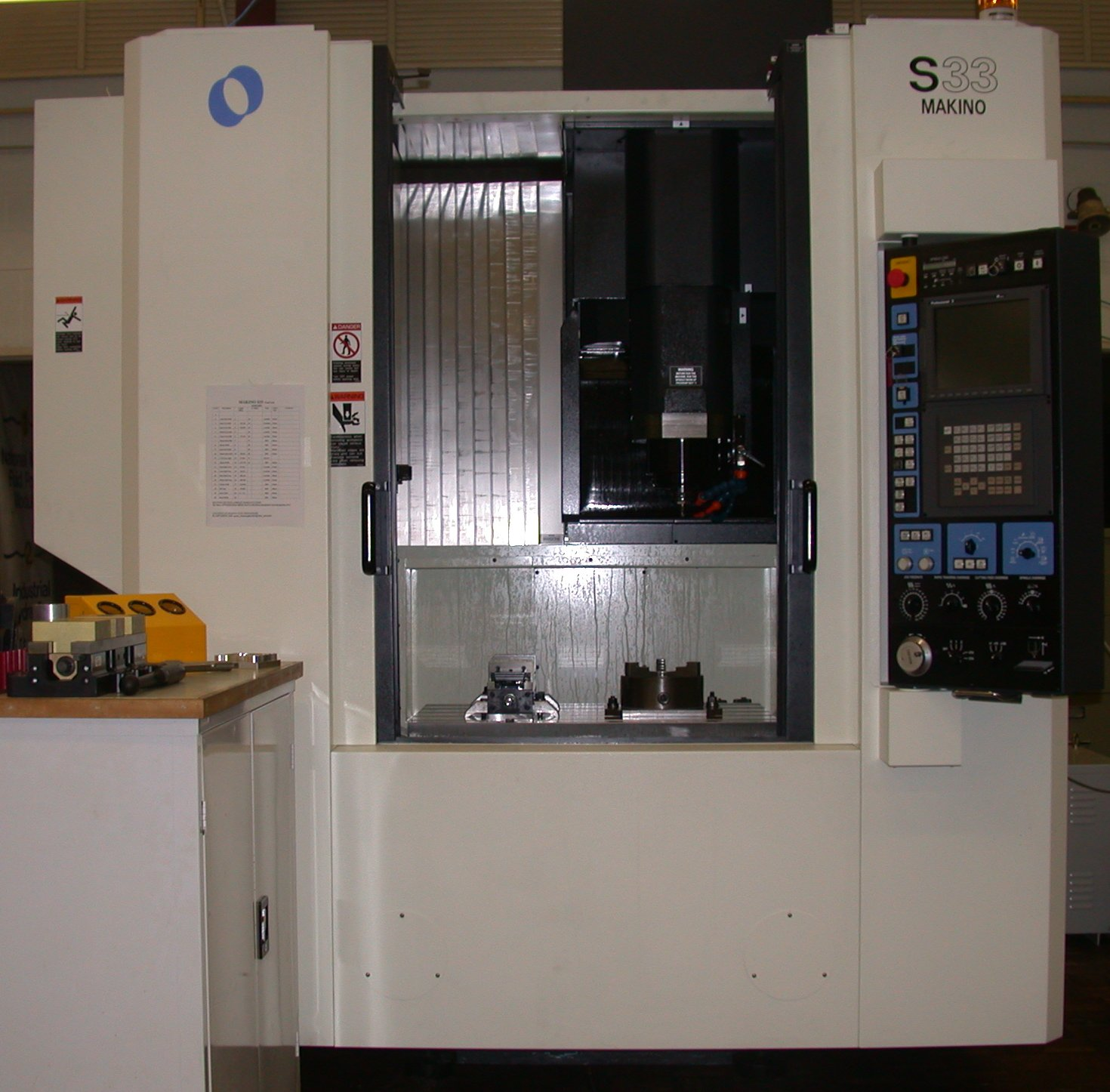
Makino machining center
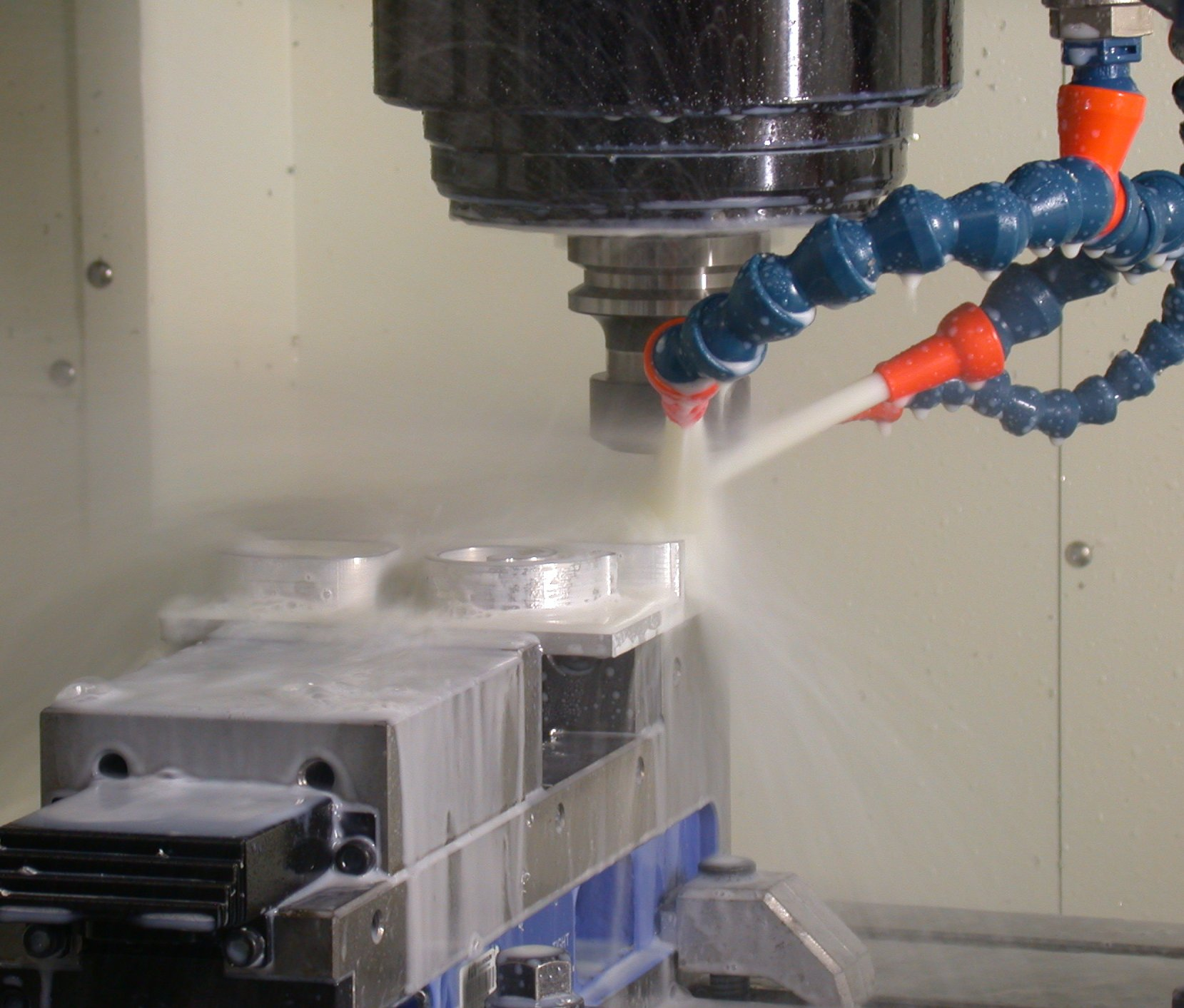
Example of thin wall milling
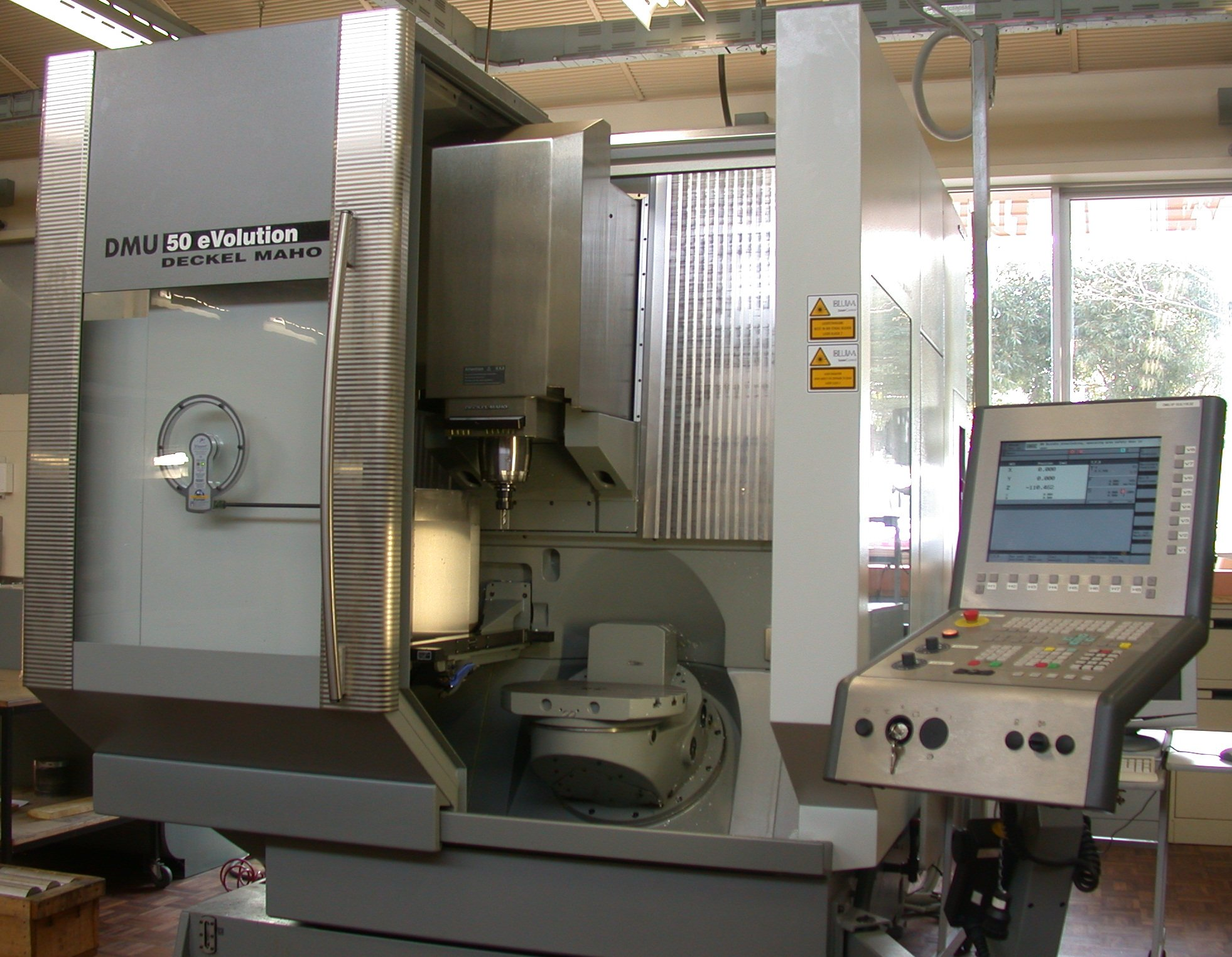
5 axis Deckel Maho machining center
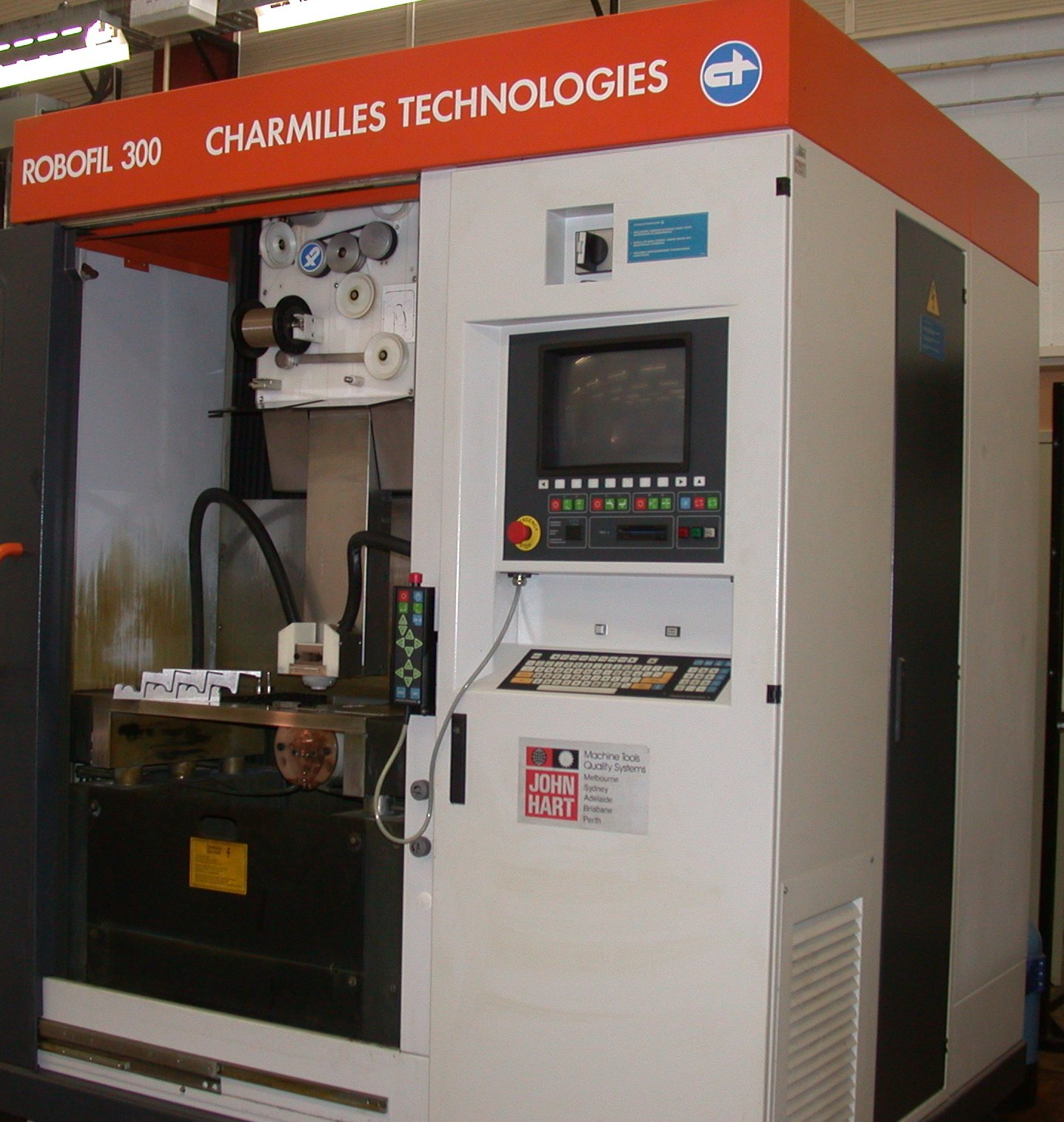
Wire cut machine
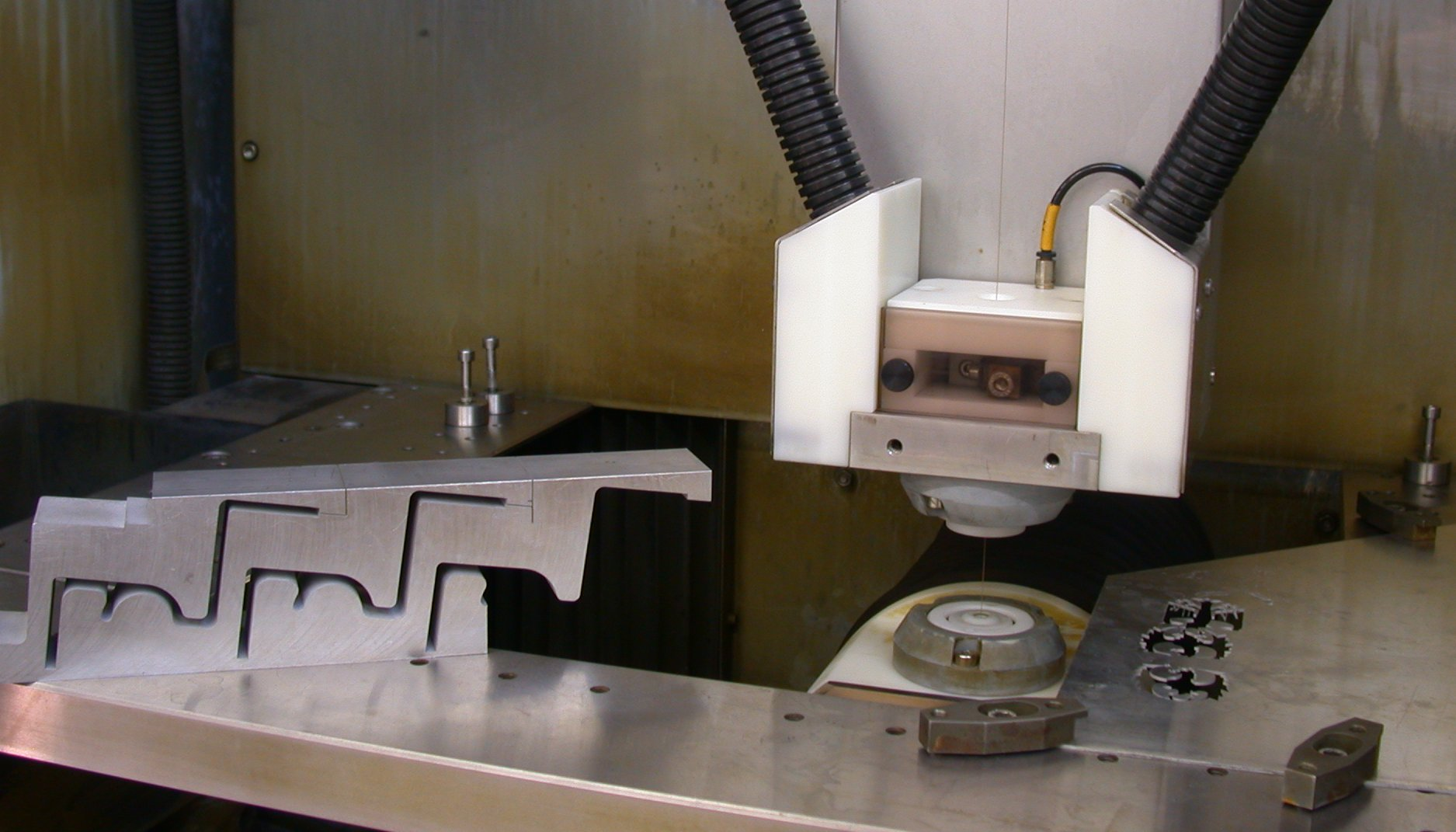
Wire cut examp